# Province de Cajabamba
La province de Cajabamba (en espagnol : Provincia de Cajabamba) est l'une des treize provinces de la région de Cajamarca, au nord-ouest du Pérou. Son chef-lieu est la ville de Cajabamba. Elle fait partie du diocèse de Cajamarca.

## Géographie
La province couvre une superficie de 1 807,64 km2. Elle est limitée au nord par la province de San Marcos, à l'est et au sud par la région de La Libertad, et à l'ouest par la province de Cajamarca.

## Histoire
La province fut créée le 11 février 1855.

## Population
La population de la province s'élevait à 74 988 habitants en 2007.

## Subdivisions
La province de Cajabamba est divisée en quatre districts :
- Cachachi
- Cajabamba
- Cauday
- Sitacocha